# Engelbert Startz
Engelbertus Hubertus Lib. Startz  (Maastricht, 18 oktober 1827 – Wittem, 27 januari 1887) was een Nederlands geestelijke van de Rooms-Katholieke kerk die werkzaam was als missionaris in de kolonie Suriname. 
Op 12-jarige leeftijd trad Startz in in het kleinseminarie Rolduc, vervolgde zijn theologische studie aan het grootseminarie in Roermond en deed proeftijd bij de paters redemptoristen in Den Bosch. In 1863 ontving hij zijn priesterwijding in het klooster te Wittem. 
In 1866 kreeg zijn congregatie de missie in Suriname toegewezen. Daarmee was Startz' toekomstig werkveld logischerwijs bepaald. Met toestemming van zijn provinciaal-overste Schaap vertrok hij naar de kolonie, waar hij in november 1872 werd opgevangen door Mgr. Swinkels. 
Startz bracht zijn eerste jaar door in Paramaribo, vervolgens werkte hij bij de melaatsen in leprozerie Batavia, in 1875 bij de jongens op het weeshuis te Livorno (een voormalige suikerplantage) en vanaf 1876 op de statie Mary's Hope in het district Coronie ter vervanging van pater Van Vlokhoven. In 1879 werd hij opnieuw op Batavia gestationeerd, ter vervanging van pater Verbeek. 
In 1881 werd Startz teruggeroepen naar Nederland, vanwege zijn astma. Hij verbleef eerst in Roosendaal, daarna in Roermond en ten slotte wederom bij zijn confraters te Wittem, waar hij op 50-jarige leeftijd, lijdend aan blindheid, in 1887 overleed.